# ایوان یانکوف
ایوان یانکوف(به بلغاری: Иван Янков‎)(زادهٔ ۷ ژوئن ۱۹۵۱ میلادی در وارنا) کشتی گیر بازنشسته اهل بلغارستان و دارنده مدال المپیک است؛ وی در بازی های المپیک تابستانی ۱۹۷۶ شرکت کرد و در بازی های المپیک تابستانی ۱۹۸۰ به مدال نقره دست یافت.